# Hoch klingt das Lied von U-Boot-Mann
Hoch klingt das Lied von U-Boot-Mann è un film muto del 1917 diretto da Kurt Matull
Girato all'epoca della prima guerra mondiale, riprende il titolo di una canzone militare, mostrando il mondo degli U-Boot e la vita di Wilhelm Bauer (1822-1875), l'ingegnere tedesco che costruì il primo sommergibile moderno nei cantieri navali Schweffel & Howaldt di Kiel.

## Trama
Il film mostra il mondo dei sommergibili e la vita dell'ingegnere tedesco Wilhelm Bauer, che progettò e fece costruire il primo sommergibile moderno nel 1851 a Kiel e prese parte a prove d'immersione.

## Produzione
Il film fu prodotto dall'Imperator-Film GmbH. I costumi sono stati disegnati da Wimmer e realizzati Verch e Co..

## Distribuzione
Il film fu presentato in prima a Monaco di Baviera, il 12 maggio 1917. La prima proiezione pubblica si tenne alla Mozartsaal di Berlino il 1º giugno 1917.
Commentatore del prologo è stato (probabilmente solo alle due anteprime) Fritz Schulz. Il film aveva una lunghezza di quattro bobine (o rulli) di pellicola. Il vaglio da parte della censura venne dato ai primi di maggio 1917. La polizia di Berlino diede il nulla osta per la visione da parte di minori (n. 40590). Il vaglio per i militari fu eseguito dal comando di Monaco. Una prima proiezione ebbe luogo il 12 maggio 1917 a Monaco di Baviera, la prima effettiva poi il 1º giugno 1917 nella Sala Mozart a Berlino.
Sulla falsariga del film, nel 1941 ne venne girato un remake, Geheimakte WB 1, diretto da Herbert Selpin, teso a fornire una biografia di Bauer ma che conteneva forti elementi di propaganda nazista. Il ruolo di Bauer era ricoperto dall'attore Alexander Golling.